# Cyril Pearce
Pour les articles homonymes, voir Pearce.
Cyril Pearce (né le 28 janvier 1908 à Shirebrook dans le Derbyshire, et mort en 1990) est un joueur de football anglais qui évoluait au poste d'attaquant.

## Palmarès
| Swansea Town - Championnat d'Angleterre D2 : - Meilleur buteur : 1931-32 (35 buts). - Coupe du Pays de Galles (1) : - Vainqueur : 1931-32. - Finaliste : 1937-38. |  | Charlton Athletic \| - Championnat d'Angleterre : - Vice-champion : 1936-37. - Championnat d'Angleterre D2 : - Vice-champion : 1935-36. \| \| - Championnat d'Angleterre D3 (1) : - Champion : 1934-35. \| |
| - Championnat d'Angleterre : - Vice-champion : 1936-37. - Championnat d'Angleterre D2 : - Vice-champion : 1935-36.                                                |  | - Championnat d'Angleterre D3 (1) : - Champion : 1934-35. |